# Powerset

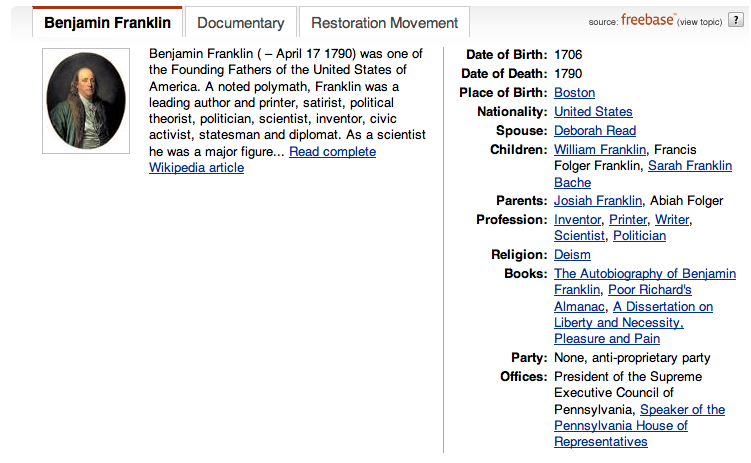
Powerset Dossier zu Benjamin Franklin

Powerset war eine semantische Suchmaschine. Sie versuchte die menschliche Sprache sinnvoll zu interpretieren und so passende Antworten zu finden. Die Maschine war nur auf die englische Sprache ausgelegt und nutzte als Wissensbasis die englischsprachige Wikipedia und den Inhalt der Datenbank Freebase.
Powerset wurde betrieben vom Start-Up-Unternehmen Powerset mit Sitz in San Francisco. Sie wurde maßgeblich unterstützt von Xerox PARC.  Nach einer etwa einjährigen Testphase hatte Powerset seinen Suchdienst am 12. Mai 2008 offiziell gestartet.
Anfang Juli 2008 wurde Powerset für einen nicht genannten Preis von Microsoft übernommen. Die Powerset-Website leitet mittlerweile auf die Microsoft-Suchmaschine Bing weiter.